# Aphelaspididae
Az Aphelaspididae a háromkaréjú ősrákok (Trilobita) osztályának az Asaphida rendjéhez, ezen belül az Anomocaroidea öregcsaládjához tartozó család.

## Rendszerezés
A családba az alábbi nemek tartoznak:
- Amorphella
- Aphelaspidella
- Aphelaspis
- Apheloides
- Dicanthopyge
- Elegantaspis
- Erixanium
- Eugonocare
- Kobayashella
- Listroa
- Litocephalus
- Maduiya
- Nganasanella
- Notoaphelaspis
- Olenaspella
- Olentella
- Paraphelaspis
- Pseudaphelaspis
- Pseudeugonocare
- Taenicephalites
- Taenora